# Kumme (Raummaß)

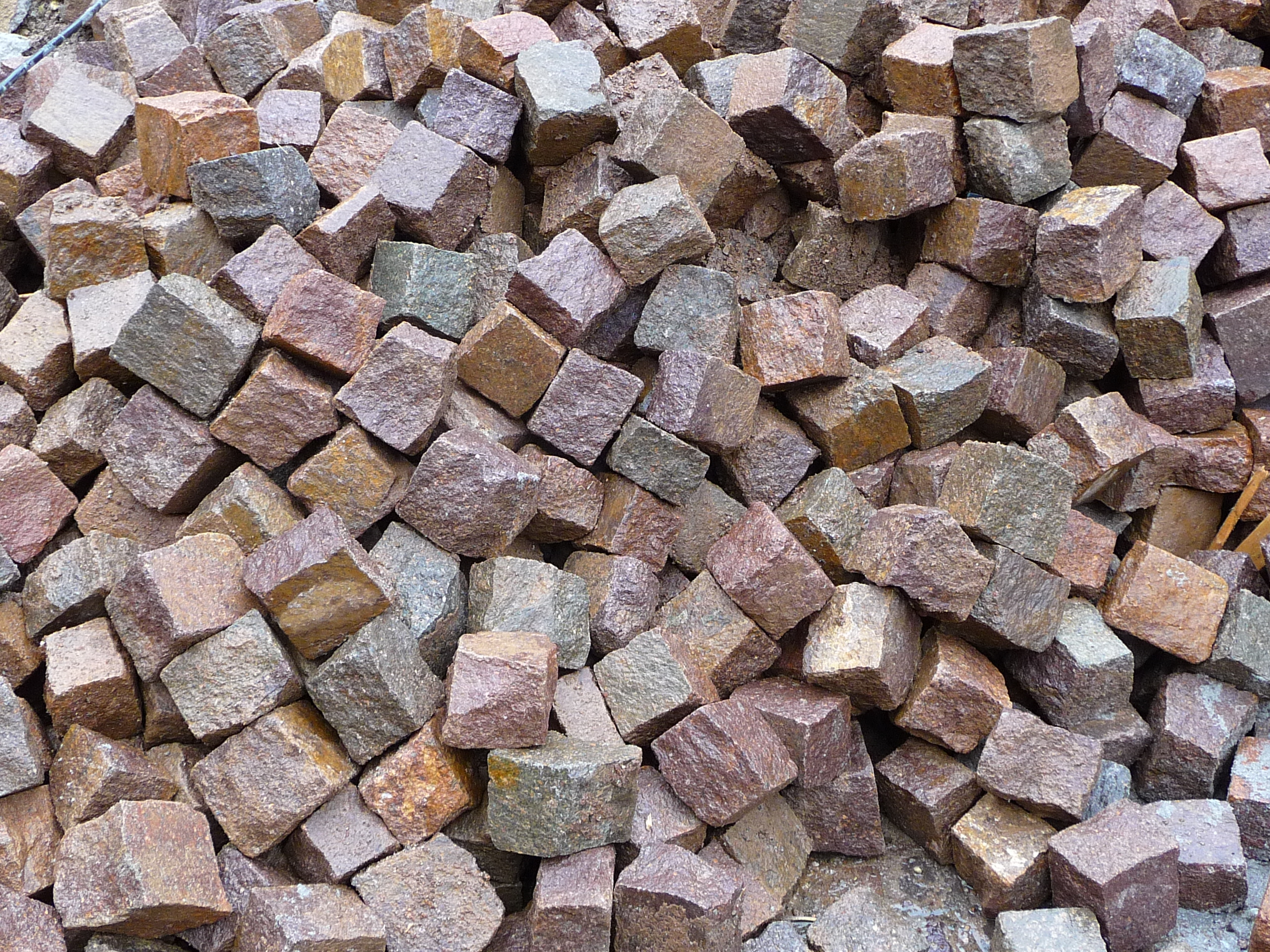
Unverlegte Pflastersteine

Die Kumme ist ein altes, recht grobes und nicht sehr genaues, preußisches Volumenmaß für Feld- und Pflastersteine. 
Danach bezeichnete 
- in Berlin 1 Kumme = 24 Kubikfuß (6 Fuß lang und 4 Fuß breit, 1 Fuß hoch)[1]
  - 5 Kummen = 120 Kubikfuß (1 Kubikrute) zerschlagene Steine = 6 Kummen ungeschlagene Steine
- in anderen preußischen Provinzen 1 Kumme = ⅛ Kubikrute = 27 Kubikfuß (nach Mendelssohn[2] jedoch 24 Kubikfuß)

Nach anderen Angaben rechnete man einen Haufen Steine mit der Abmessung von 8 Fuß oder 96 Zoll Länge, 18 Zoll Breite und 15 Zoll Höhe als
- 1 Kumme = 15 Kubikfuß  = 14,4309 Pariser Kubikfuß = 0,4946 Kubikmeter[3]

Weiter galten 6 Kummen zerschlagener Steine gleich 5 Kummen (ohne Zwischenraum) gepackter Steine. 5 Kummen à 24 Kubikfuß ergaben 120 Kubikfuß. Dieses Volumen von 1 Kumme = 24 Kubikfuß hatte unter Berücksichtigung der lockeren Schüttung (des Losfaktors) eine Abmessung von 9 Fuß Länge, 4 Fuß Breite und 1 Fuß Höhe. 